# İbrahim Kutluay
İbrahim Kutluay, né le 7 janvier 1974 à Istanbul, est un joueur turc de basket-ball, évoluant au poste d'arrière.
Formidable tireur à trois points, sa défense laisse souvent à désirer comme sa maniabilité du ballon avec sa main gauche.

## Biographie
Après avoir joué dans les grands clubs turcs et grecs, il est recruté par les Seattle SuperSonics pour la saison 2004-2005. Il n'y dispute toutefois que cinq fragments de rencontres (12 minutes de jeu au total) et retourne en Europe dans son ancien club grec du Panathinaïkos.
Son fils Ömer, né en 2009, est aussi joueur de basket-ball. Il est le meilleur marqueur du Championnat d'Europe des moins de 16 ans 2024.

## Clubs
- 1993 - 1999 :  Fenerbahçe SK (TBL)
- 1999 - 2000 :  Efes Pilsen İstanbul (TBL)
- 2000 - 2001 :  AEK Athènes (ESAKE)
- 2001 - 2003 :  Panathinaïkos AO (ESAKE)
- 2003 - 2004 :  Ülker İstanbul (TBL)
- 2004 - 2005 :  Seattle SuperSonics (NBA) puis  Panathinaïkos AO (ESAKE)
- 2005 - 2006 :  Ülker İstanbul (TBL)
- 2006 - 2007 :  Fenerbahçe Ülkerspor (TBL)
- 2007 - 2008 :  PAOK Salonique
- 2008 - 2009 :  İTÜ İstanbul